# Cupola di al-Khalili
La cupola di al-Khalili (in arabo فبة الخلیلی‎?, Qubbat al-Khalili) chiamata anche l'Hebronita o Zawiya al-Muhammadiyya è una piccola zawiya dotata di cupola, situata poco a nord della cupola della Roccia sul monte del Tempio nella Città Vecchia di Gerusalemme.

## Storia
L'odierno edificio fu costruito all'inizio del XVIII secolo (forse nel 1701) durante la dominazione ottomana dopo che la precedente zawiya era stata completamente distrutta. È intitolata a shaykh Muhammad al-Khalili, uno studioso sufi e ulema di Gerusalemme del XVIII secolo.

## Architettura
L'edificio ha uno stile semplice e privo di ornamenti. È composto di due stanze: una sala rettangolare con volta a botte costruito nel piano interrato e una stanza, sempre rettangolare, a piano terra. Quest'ultima è sovrastata da una cupola supportata da quattro archi che poggia direttamente sul tetto, senza timpano di supporto. Il pavimento di entrambi gli ambienti è in pietra.
Sopra l'entrata all'edificio si trova un pannello di pietra che reca la data di restauro della zawiya.